# Scott Derrickson
Scott Derrickson (Denver (Colorado), 16 juli 1966) is een Amerikaanse filmregisseur. Hij is het meest bekend voor The Exorcism of Emily Rose (2005), Sinister (film) (2012), Doctor Strange (2016) en The Black Phone (2021).